# Поль Сезано
Поль Сезано́ (фр. Paul Cézano), известный и под своим настоящим именем как маркиз Ги де Бино (полностью Ги Доминик Жозеф де Бино, фр. Guy Dominique Joseph de Binos; 20 ноября 1841, Вик-ан-Бигор, под другим сведениям Вье — 12 октября 1887, Марсель) — французский поэт, переводчик, редактор.
Происходил из старинного дворянского рода, известного в Гиени по меньшей мере с XV века. Окончил лицей в По.
Впервые появился на литературной сцене в 1861 году под своим настоящим именем, возглавив просуществовавший полгода журнал «Молодая Франция» (La Jeune France), инициатором создания которого выступил Огюст Верморель. Вокруг журнала объединились совсем молодые и, главным образом, провинциальные авторы, среди которых Эммануэль Дезессар, Анри дю Клёзью, Пьер Дени; Л. Ларше иронически заметил по поводу де Бино и Катюля Мендеса, что новое поколение литераторов, похоже, предпочитает звучные аристократические псевдонимы. Де Бино считался директором журнала в январе-феврале и в мае-июне.
В 1874 г. приобрёл у Жоржа Деко журнал «Универсальный музей» (Musée universel) и издавал его на протяжении года, пока не продал издание Артюру Баллю. Подписывал издание как редактор именем Ги де Бино, однако публиковался в нём сам и как Поль Сезано.
В 1876 г. два стихотворения Ги де Бино вошли в третий сборник «Современного Парнаса», однако следа в поэзии не оставили.
Как Поль Сезано известен в первую очередь словами военной песни «Полк Самбры-и-Мааса» (музыка Робера Планкета), написанной, вероятно, в 1869 или 1870 гг. и превратившейся затем, в аранжировке Франсуа Жозефа Роски, в исключительно популярный, в том числе и за пределами Франции, военный марш, успех которого иногда предлагается разделить поровну на трёх его авторов. Кроме того, под этим именем опубликована иллюстрированная брошюра «Визит в новую Оперу» (фр. Visite au nouvel Opéra; 1875), приуроченная к открытию в Париже новопостроенной Оперы Гарнье, — Ф. Ж. Фети, указывая на это издание, замечает, что имя автора больше нигде не фигурировало. Наконец, за подписью Сезано публиковались новые переводы пяти рассказов Эдгара По («Убийство на улице Морг», «Чёрный кот», «Низвержение в Мальстрём», «Рукопись, найденная в бутылке» и «Необыкновенное приключение некоего Ганса Пфааля»), напечатанные в 1874 г. в том же журнале «Универсальный музей». На то, что Сезано — это псевдоним Ги де Бино, впервые указал в 1904 г. Э. Байе.
Первым браком был женат на Жюльетте Клариссе Элоизе Муазан (1872), двое детей, супруги расстались около 1876 г. В 1881 г. женился во второй раз на польско-австрийской пианистке Ольге Янина и поселился вместе с ней в швейцарском городке Ланси.